# Tom Boellstorff
Tom Boellstorff  né le 21 avril 1969 est un professeur américain d'anthropologie à l'Université de Californie à Irvine.

## Publications

### En français
- (comme contributeur) Humanités réticulaires - Nouvelles technologies, altérités et pratiques ethnographiques en contextes globalisés, Éditions L'Harmattan, 2015[2].

- (en Coming of age in second life) Un anthropologue dans Second Life - Une expérience de l'humanité virtuelle, Éditions L'Harmattan, 2013[3].

### En anglais
- How to Get Published in Anthropology - A Guide for Students and Young Professionals[4].
- E-Duke books scholarly collection. - Anthropology, Queer Studies, Indonesia : A Coincidence of Desires[5].
- Ethnography and Virtual Worlds : A Handbook of Method[6].
- The Gay Archipelago - Sexuality and Nation in Indonesia[7].
- (comme contributeur) Communities of Play - Emergent Cultures in Multiplayer Games and Virtual Worlds[8].